# 雲ノ平
座標: 北緯36度25分20秒 東経137度34分30秒 / 北緯36.42222度 東経137.57500度

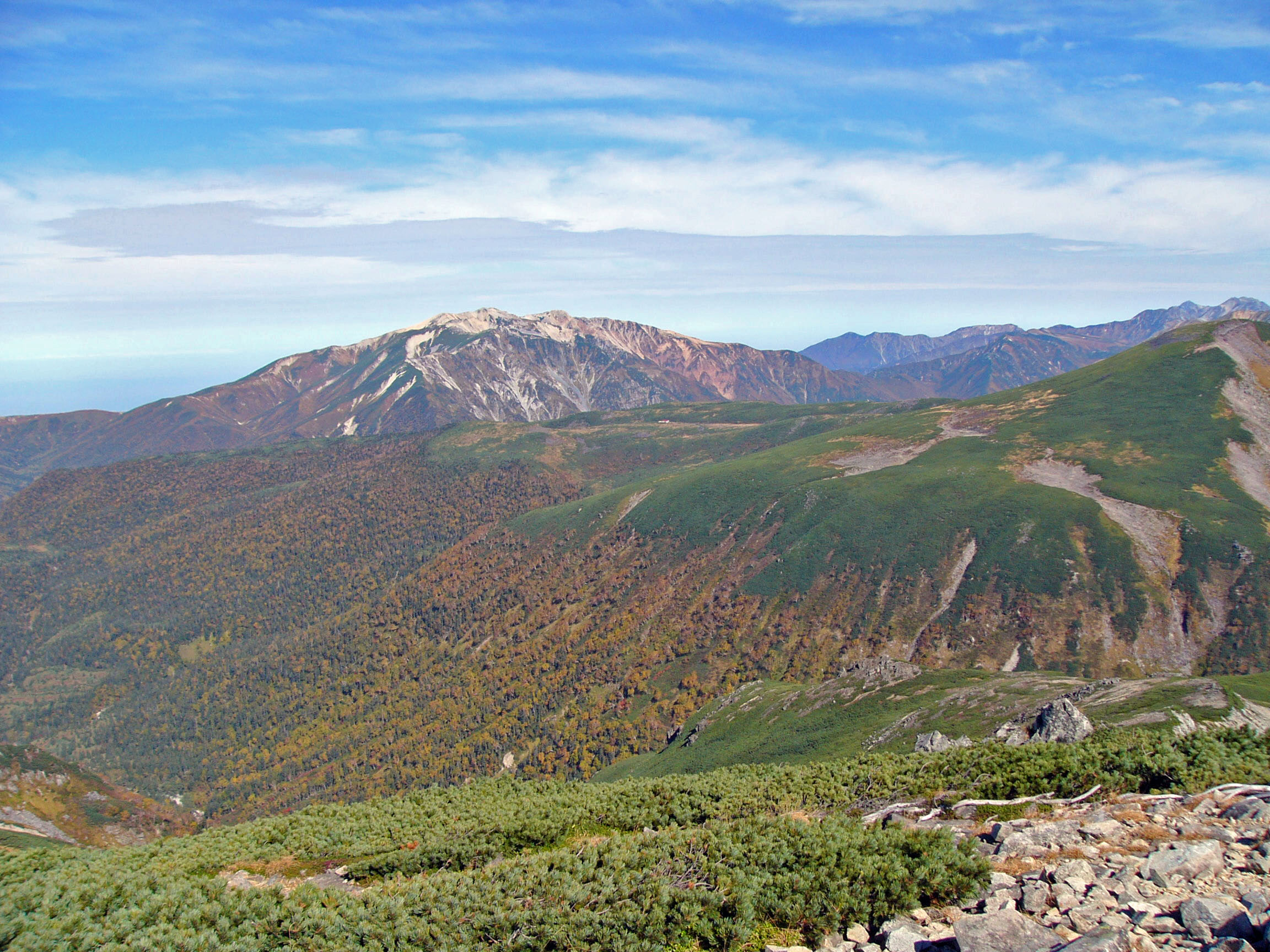
三俣蓮華岳から望む雲ノ平。右端が祖父岳、後方は薬師岳。

雲ノ平（くものたいら）は、富山県富山市有峰の飛騨山脈（北アルプス）黒部川源流部に位置するなだらかな溶岩台地。中部山岳国立公園内にあり、山域はその特別保護地区になっている。別名は、奥ノ平。

## 解説
黒部川とその支流である岩苔小谷に挟まれた標高2,500 - 2,700メートルの日本で最も高い位置にある溶岩台地で、祖父岳火山により形成された。面積は25万平方メートル。池塘と岩が点在する高山植物の宝庫であり、○○庭園と名付けられた区域が複数ある。北アルプスの最深部に位置するため、どの登山口からでも当日中にたどり着くことが困難であり、「日本最後の秘境」と呼ばれる。上部は森林限界のハイマツ帯で、祖母岳や庭園の一部に木道やベンチが設置されている。
黒部川源流部にあたる地点には「黒部川水源地標」の碑がある。
富山市有峰雲の平は日本郵便から交通困難地の指定を受けているため、当地宛に郵便物を送付することはできない。

## 雲ノ平の庭園

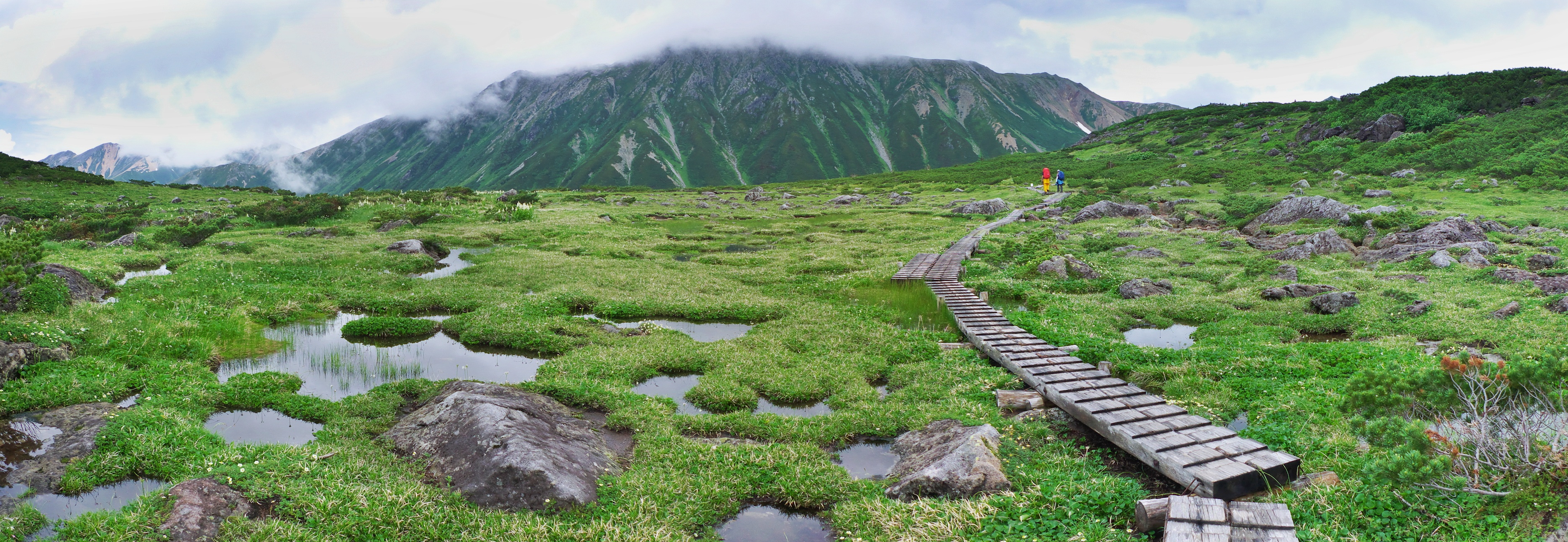
スイス庭園

雲ノ平にある高山植物の群落地には、以下のような8つの名称が付けられている。
- 日本庭園 - 祖父岳の南山腹の第1雪田と第2雪田の間にある。
- スイス庭園 - キャンプ指定地のすぐ北側。木道が設置され周囲に池塘と岩が点在、間近に水晶岳が望める。
- ギリシャ庭園 - 雲ノ平山荘周辺。
- 奥スイス庭園 - コロナ観測所の北側。
- アルプス庭園 - 祖母岳山頂部（ベンチが設置されている）にあり、雲ノ平山荘からの木道がある。
- 奥日本庭園 - 祖父岳北側の薬師沢方面の登山道上。ハイマツ帯に池塘が点在する。
- アラスカ庭園 - 雲ノ平西端。シラビソ林がありアラスカを思わせる。
- 祖父庭園 - 祖父岳北西の登山道分岐点付近。溶岩が多い。

### 雲ノ平の高山植物
雲ノ平で見られる主な高山植物は以下である。
- 雲ノ平山荘周辺：アオノツガザクラ、アキノキリンソウ、イワイチョウ、イワカガミ、ウラジロナナカマド、クロユリ、ハクサンフウロ、ミヤマリンドウ、ヨツバシオガマなど
- ギリシャ庭園周辺：コバイケイソウ、ハイマツなど
- 日本庭園周辺：チングルマ、ハクサンイチゲ、ワタスゲなど

| イワイチョウ | コバイケイソウ | ハクサンイチゲ | ハクサンフウロ | ワタスゲ |
| ------------ | -------------- | -------------- | -------------- | -------- |
|              |                |                |                |          |

## 登山

### 登山ルート
北アルプスの最深部に位置し、周辺には植物保護のため木道などによる登山道が整備され、各方面からの多数の登山ルートがある。以下が雲ノ平山荘までの一例である。折立からと、裏銀座経由、小池新道経由の3ルートが一般的に利用される。最短ルートの伊藤新道は一時廃道となっていたが、2023年に復活した。
- 折立より：折立 - 太郎平小屋 - 薬師沢小屋 - アラスカ庭園 - 雲ノ平山荘

薬師沢小屋から黒部川沿いを下る大東新道もある。
- 裏銀座（北方から）：高瀬ダム -（ブナ立尾根）- 烏帽子岳 - 野口五郎岳 - 水晶小屋 - ワリモ岳 - 鷲羽岳 - 岩苔乗越 - 祖父岳 - 雲ノ平山荘

岩苔乗越からは、黒部川本流の最上流部を通り、祖父岳の南側山腹を通る巻道がある。鷲羽岳へは、黒部ダム方面から赤牛岳を経由する読売新道（読売新聞の事業として、1961年（昭和36年）10月に開設されたルート）の入山ルートもある。
- 小池新道：新穂高温泉 - わさび平小屋 - 鏡平山荘 - 双六小屋 - 双六岳 - 三俣蓮華岳 - 三俣山荘 - 黒部源流部 - 日本庭園 - 雲ノ平山荘

小池新道の途中から笠新道へ入り笠ヶ岳を経由するルートもある。また双六岳・三俣蓮華岳の山頂を経由せずに山腹を巻くルートもある。
- 伊藤新道：高瀬ダム - 湯俣温泉 - 三俣山荘 - 黒部源流部 - 日本庭園 - 雲ノ平山荘

渡渉箇所があり、ルートファインディングが求められる上級者向けのルート。
- 西鎌尾根：槍ヶ岳 -（西鎌尾根）- 樅沢岳 - 双六小屋 - 双六岳 - 三俣蓮華岳 - 三俣山荘 - 鷲羽岳

槍ヶ岳へは、中房温泉からの表銀座、上高地や新穂高温泉などからの入山経路がある。

### 雲ノ平山荘

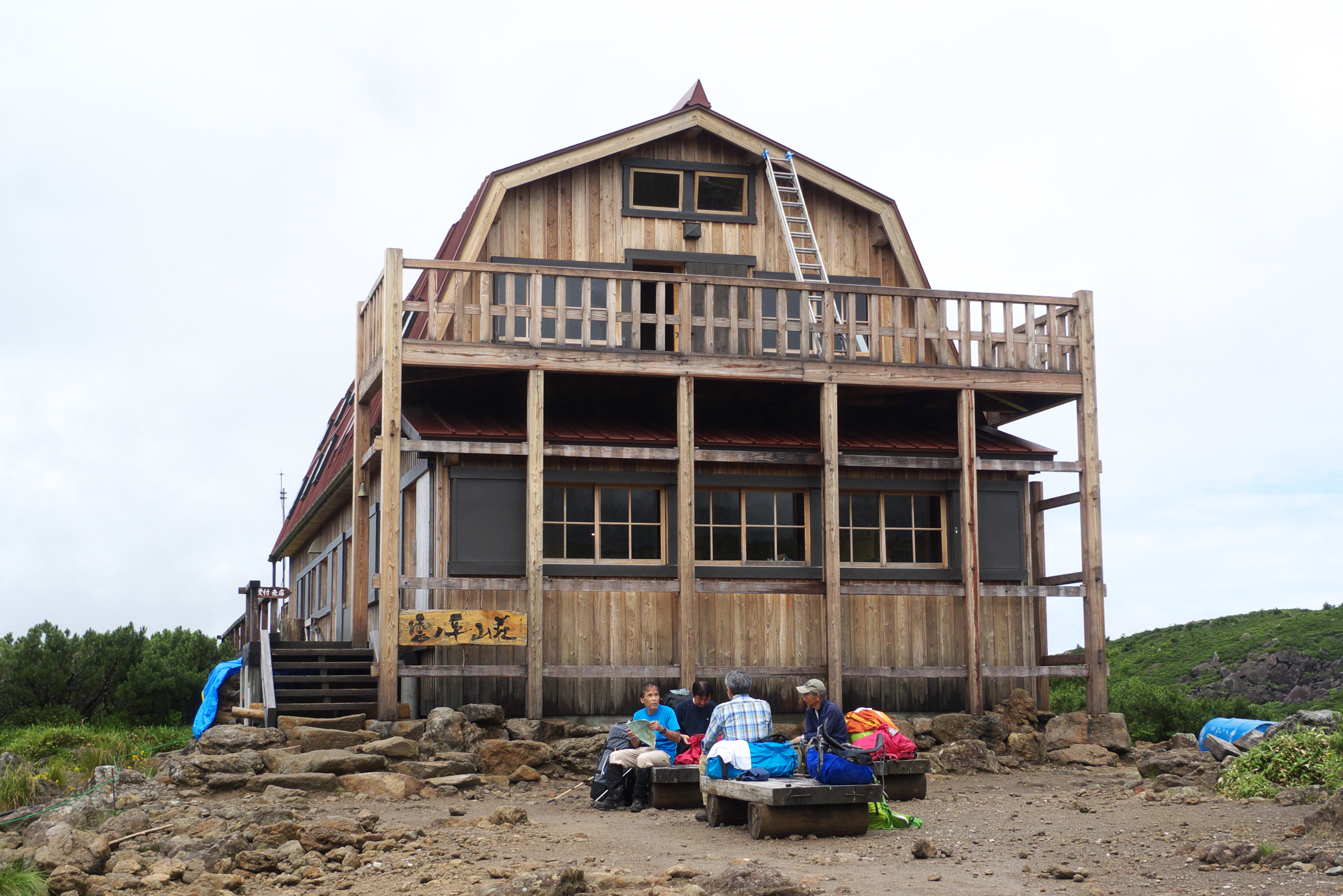
雲ノ平山荘

雲ノ平山荘は、1961年に三俣山荘の経営者であった伊藤正一が開設した山小屋である。雲ノ平のほぼ中央の高台に位置する。初代の山荘は老朽化のため2009年に取り壊され、現在の山荘は2010年に建設された二代目である。定員60名。700 mほど東方に、キャンプ指定地（テント約50張り、トイレ・水場あり）がある。その北側の標高点 (2,576 m) のピーク直下南東には無人の太陽コロナ観測所がある。

### 周辺の山小屋
周辺には以下の山小屋がある。
| 名称       | 所在地                       | 標高 (m) | 収容 人数 | キャンプ 指定地 | 備考               |
| ---------- | ---------------------------- | -------- | --------- | --------------- | ------------------ |
| 雲ノ平山荘 | ギリシャ庭園                 | 2,550    | 60人      | 50張            |                    |
| 三俣山荘   | 鷲羽岳と三俣蓮華岳との鞍部   | 2,550    | 65人      | 70張            |                    |
| 水晶小屋   | 裏銀座縦走路の水晶岳への分岐 | 2,900    | 35人      | なし            | 赤岳山頂直下の北側 |
| 薬師沢小屋 | 黒部川本流の薬師沢出合       | 1,940    | 60人      | なし            |                    |
| 高天原山荘 | 高天原・岩苔小谷右岸         | 2,050    | 50人      | なし            | 北側に高天原温泉   |

## 雲ノ平の風景
- 水晶岳から望む雲ノ平
後方は黒部五郎岳と北ノ俣岳
- 祖父岳から望む雲ノ平
後方は薬師岳
- 笠ヶ岳から望む雲ノ平
後方は剱岳と立山

## 周辺の山
- 祖父岳（雲ノ平南東端に位置）
- 祖母岳（雲ノ平内に位置。山頂部にアルプス庭園がある）
- 水晶岳
- 鷲羽岳
- 三俣蓮華岳
- 黒部五郎岳
- 薬師岳